# Sibut (subprefektur)
Sibut är en subprefektur i Centralafrikanska republiken.   Den ligger i prefekturen Préfecture de la Kémo, i den centrala delen av landet, 160 km norr om huvudstaden Bangui. Antalet invånare är 24 527.
I omgivningarna runt Sibut växer huvudsakligen savannskog. Runt Sibut är det mycket glesbefolkat, med 6 invånare per kvadratkilometer.